# Bahnstrecke Waterford–Rosslare
| Dieseltriebzug der 2800 Class im Bahnhof Rosslare Harbour | |                                                            |                                                            |
| Streckenlänge: | 61,3 km |                                                            |                                                            |
| Spurweite: | 1600 mm (Irische Spur)                                                                                       |                                                            |                                                            |
| Streckengeschwindigkeit: | 40 (Bellview Port – Rosslare Strand) 113 (Rosslare Strand – Europort) km/h                                   |                                                            |                                                            |
| Zugbeeinflussung: | Manual Token (Waterford Plunkett – Rosslare Strand) Centralized Traffic Control (Rosslare Strand – Europort) |                                                            |                                                            |
| Zweigleisigkeit: | nein |                                                            |                                                            |
| | |                                                            |                                                            |
| \| \| \| von Limerick – Clonmel \| \| \| \| \| von Dublin – Kilkenny \| \| \| \| \| von Mallow – Dungarvan \| \| \| \| \| Waterford West (Abstell- und Güterbahnhof) \| \| \| \| 75.7 \| Waterford Plunkett Phort Láirge Phluincéid \| Waterford Plunkett Phort Láirge Phluincéid \| \| \| \| Waterford East (Abstell- und Güterbahnhof) \| \| \| \| 76.2 \| Abbey Junction \| Abbey Junction \| \| \| \| nach New Ross \| \| \| \| 79.8 \| Belview Port (Güterbahnhof und Hafenanschluss) \| Belview Port (Güterbahnhof und Hafenanschluss) \| \| \| 81.5 \| Snowhill Tunnel (198 m) \| Snowhill Tunnel (198 m) \| \| \| 81.6 \| Barrow Railway Bridge (Drehbrücke / 650 m) \| Barrow Railway Bridge (Drehbrücke / 650 m) \| \| \| \| Kilmokea Cill Mac Aodh \| \| \| \| 84.7 \| Campile Ceann Poill \| Campile Ceann Poill \| \| \| 89.4 \| Ballycullane Baile Uí Choileáin \| Ballycullane Baile Uí Choileáin \| \| \| 91.3 \| Taylerstown Viaduct (River Owenduff / 125 m) \| Taylerstown Viaduct (River Owenduff / 125 m) \| \| \| 93.4 \| Wellingtonbridge Droichead Eoin \| Wellingtonbridge Droichead Eoin \| \| \| 98.1 \| Duncormick Dún Chormaic \| Duncormick Dún Chormaic \| \| \| 98.2 \| Duncormick Viaduct (River Muck / 70 m) \| Duncormick Viaduct (River Muck / 70 m) \| \| \| 103.2 \| Bridgetown Baile an Droichid \| Bridgetown Baile an Droichid \| \| \| \| Nationalstraße N25 \| \| \| \| 107.7 \| Killinick Cill Fhionnóg \| Killinick Cill Fhionnóg \| \| \| \| nach Wexford – Dublin (aufgelassen und abgebaut) \| \| \| \| \| von Dublin – Wexford \| \| \| \| 110.8 \| Rosslare Strand Trá Ros Láir \| Rosslare Strand Trá Ros Láir \| \| \| 113.1 \| Kilrane Cill Ruáin \| Kilrane Cill Ruáin \| \| \| 113.7 \| Ballygeary (aufgelassen und später abgerissen) \| Ballygeary (aufgelassen und später abgerissen) \| \| \| 114,3 \| Rosslare Harbour (Verkehr ins Hafenareal 2008 eingestellt) \| Rosslare Harbour (Verkehr ins Hafenareal 2008 eingestellt) \| \| \| 113.8 \| Rosslare Europort Calafort Ros Láir \| Rosslare Europort Calafort Ros Láir \| | |                                                            |                                                            |
| Streckenangaben in Meilen / Längenangaben zu den Bauwerken in Metern | |                                                            |                                                            |
| Strecke | | von Limerick – Clonmel                                     | von Limerick – Clonmel                                     |
| Abzweig geradeaus und von links | | von Dublin – Kilkenny                                      | von Dublin – Kilkenny                                      |
| Abzweig geradeaus und ehemals von rechts | | von Mallow – Dungarvan                                     | von Mallow – Dungarvan                                     |
| Dienststation / Betriebs- oder Güterbahnhof | | Waterford West (Abstell- und Güterbahnhof)                 | Waterford West (Abstell- und Güterbahnhof)                 |
| Bahnhof | 75.7 | Waterford Plunkett Phort Láirge Phluincéid                 | Waterford Plunkett Phort Láirge Phluincéid                 |
| ehemaliger Dienststation / Betriebs- oder Güterbahnhof | | Waterford East (Abstell- und Güterbahnhof)                 | Waterford East (Abstell- und Güterbahnhof)                 |
| Blockstelle | 76.2 | Abbey Junction                                             | Abbey Junction                                             |
| Abzweig geradeaus und ehemals nach links | | nach New Ross                                              | nach New Ross                                              |
| Dienststation / Betriebs- oder Güterbahnhof | 79.8 | Belview Port (Güterbahnhof und Hafenanschluss)             | Belview Port (Güterbahnhof und Hafenanschluss)             |
| Tunnel | 81.5 | Snowhill Tunnel (198 m)                                    | Snowhill Tunnel (198 m)                                    |
| Brücke über Wasserlauf | 81.6 | Barrow Railway Bridge (Drehbrücke / 650 m)                 | Barrow Railway Bridge (Drehbrücke / 650 m)                 |
| ehemaliger Haltepunkt / Haltestelle | | Kilmokea Cill Mac Aodh                                     | Kilmokea Cill Mac Aodh                                     |
| ehemaliger Bahnhof | 84.7 | Campile Ceann Poill                                        | Campile Ceann Poill                                        |
| ehemaliger Bahnhof | 89.4 | Ballycullane Baile Uí Choileáin                            | Ballycullane Baile Uí Choileáin                            |
| Brücke über Wasserlauf | 91.3 | Taylerstown Viaduct (River Owenduff / 125 m)               | Taylerstown Viaduct (River Owenduff / 125 m)               |
| ehemaliger Bahnhof | 93.4 | Wellingtonbridge Droichead Eoin                            | Wellingtonbridge Droichead Eoin                            |
| ehemaliger Bahnhof | 98.1 | Duncormick Dún Chormaic                                    | Duncormick Dún Chormaic                                    |
| Brücke über Wasserlauf | 98.2 | Duncormick Viaduct (River Muck / 70 m)                     | Duncormick Viaduct (River Muck / 70 m)                     |
| ehemaliger Bahnhof | 103.2 | Bridgetown Baile an Droichid                               | Bridgetown Baile an Droichid                               |
| Strecke mit Straßenbrücke | | Nationalstraße N25                                         | Nationalstraße N25                                         |
| ehemaliger Bahnhof | 107.7 | Killinick Cill Fhionnóg                                    | Killinick Cill Fhionnóg                                    |
| Abzweig geradeaus und ehemals nach links | | nach Wexford – Dublin (aufgelassen und abgebaut)           | nach Wexford – Dublin (aufgelassen und abgebaut)           |
| Abzweig geradeaus und von links | | von Dublin – Wexford                                       | von Dublin – Wexford                                       |
| Bahnhof | 110.8 | Rosslare Strand Trá Ros Láir                               | Rosslare Strand Trá Ros Láir                               |
| ehemaliger Haltepunkt / Haltestelle | 113.1 | Kilrane Cill Ruáin                                         | Kilrane Cill Ruáin                                         |
| ehemalige Blockstelle | 113.7 | Ballygeary (aufgelassen und später abgerissen)             | Ballygeary (aufgelassen und später abgerissen)             |
| Abzweig geradeaus und ehemals nach links · Kopfbahnhof Streckenende und quer (Strecke außer Betrieb) | 114,3 | Rosslare Harbour (Verkehr ins Hafenareal 2008 eingestellt) | Rosslare Harbour (Verkehr ins Hafenareal 2008 eingestellt) |
| Kopfbahnhof Streckenende | 113.8 | Rosslare Europort Calafort Ros Láir                        | Rosslare Europort Calafort Ros Láir                        |

Die Bahnstrecke Waterford–Rosslare, auch als South Wexford Railway Line bezeichnet, ist eine eingleisige Eisenbahnstrecke im äußersten Südosten der Republik Irland, die als Teil einer durchgehenden Querverbindung von Limerick über Clonmel und Waterford nach Rosslare und Wexford zwischen 1902 und 1906 von der Fishguard & Rosslare Railways & Harbours Company erbaut und im August 1906 schrittweise eröffnet wurde.
Seit der Einstellung des letzten Personenzugpaares am 18. September 2010 ruht der Verkehr auf dem Streckenabschnitt zwischen Belview Port und Rosslare Strand. Auf Weisung der National Transport Authority wird die Linie jedoch in befahrbarem Zustand gehalten. Unregelmäßig finden Betriebsfahrten statt.

## Geschichte
Die Fishguard & Rosslare Railways & Harbours Company, als Tochterunternehmen der irischen Great Southern & Western Railway und der britischen Great Western Railway gegründet, begann 1902 mit dem Bau der Schienenverbindung zwischen Waterford und Rosslare. Ziel war, den Personen- und Warenverkehr zwischen Großbritannien und Süd- bzw. Westirland zu verbessern und einen Anschluss von Limerick und Waterford an die Fährverbindung von Rosslare nach Fishguard herzustellen.
Die Eröffnung der Strecke zwischen Waterford Nord (heute Waterford Plunkett) und Rosslare (heute Rosslare Strand) fand am 1. August 1906 statt. Der Abschnitt bis Rosslare Harbour (heute Rosslare Europort) wurde am 30. August 1906 dem Verkehr übergeben.
Die Betreibergesellschaft existiert noch immer und ist heute im Besitz der staatlichen irischen Eisenbahngesellschaft Iarnród Éireann und des Fährbetreibers Stena Line. Damit ist die Bahnlinie die einzige Hauptbahn Irlands, die nicht vollständig in staatlicher Hand ist.

## Bahnhöfe und Betriebsstellen

### Waterford Plunkett

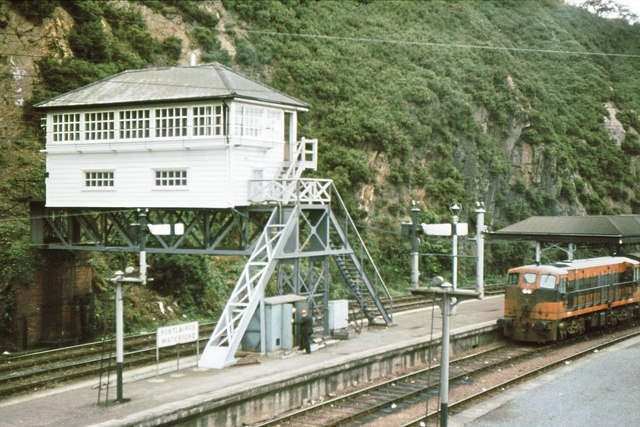
Das bis heute erhaltene Brückenstellwerk Waterford Central im August 1983

Der heutige Hauptbahnhof von Waterford wurde am 26. August 1864 als Waterford Nord eröffnet. Er liegt am Nordufer des River Suir, unmittelbar am Brückenkopf der Rice Bridge, welche die Verbindung zur Innenstadt am anderen Flussufer herstellt.
Mit dem Abriss des ursprünglichen und der Eröffnung eines modernen Empfangsgebäudes am 10. April 1966 wurde der Bahnhof zu Ehren des irischen Widerstandskämpfers Joseph Plunkett umbenannt. Der Personenbahnhof verfügte zu seiner Hochzeit über einen Seiten- und einen Mittelbahnsteig, die in Höhe des Empfangsgebäudes verbunden waren. Dadurch entstanden im Süden zwei nur aus Limerick und Kilkenny kommend befahrbare Stumpfgleise 5 und 6 für endende Personenzüge. Der äußere Teil des Mittelbahnsteigs lag am durchgehenden Hauptgleis und teilte sich in die Bahnsteige 3 (östlicher Teil) und 4 (westlicher Teil). Daneben existierten nach Norden hin noch zwei weitere, bahnsteiglose Gleise für den Güterverkehr, die von einer Felswand begrenzt wurden.
Bis zum Ende der 2020er Jahre wurde ein Großteil der Gleise des Personenbahnhofs zurückgebaut. Reisezüge werden heute ausschließlich von Bahnsteig 5 abgewickelt, während der durchgehende Güterverkehr zum Hafen über das ehemalige Gleis 3/4 verläuft. Die anderen Gleise wurden zurückgebaut. Der ehemalige kurze Seitenbahnsteig (Gleis 6) ist noch vorhanden aber nicht mehr angebunden.
Am westlichen Ende des Personenbahnhofs überspannt ein Brückenstellwerk aus den Anfangsjahren des Bahnverkehrs die drei nördlichen Gleise.
Östlich und westlich an den Personenbahnhof schlossen sich weitläufige Abstell- und Gütergleise an. Während die Anlagen im Osten im Zuge der Verlegung des Hafens ab 1992 nach und nach vollständig beseitigt wurden existiert der Abstell- und Güterbahnhof im Westen bis heute.

### Waterford Harbour
Ab 1992 wurde der Seehafen von Waterford schrittweise aus dem Zentrum der Stadt heraus an einen neuen Standort vier Kilometer den River Suir hinab nach Belview verlegt. Das alte Hafenareal in direkter Nachbarschaft zum Bahnhof Waterford wurde mitsamt der umfangreichen Gleisanlagen bis in die 2020er Jahre zurückgebaut.
In Belview Port entstand ein vorwiegend auf Container ausgelegtes neues Verladeterminal mit vier parallel zum Kai verlaufenden Gleisen, wodurch eine direkte Umladung zwischen Eisenbahn und Schiff über die beiden Portalkräne des Hafens erfolgen kann.

### Unterwegsbahnhöfe

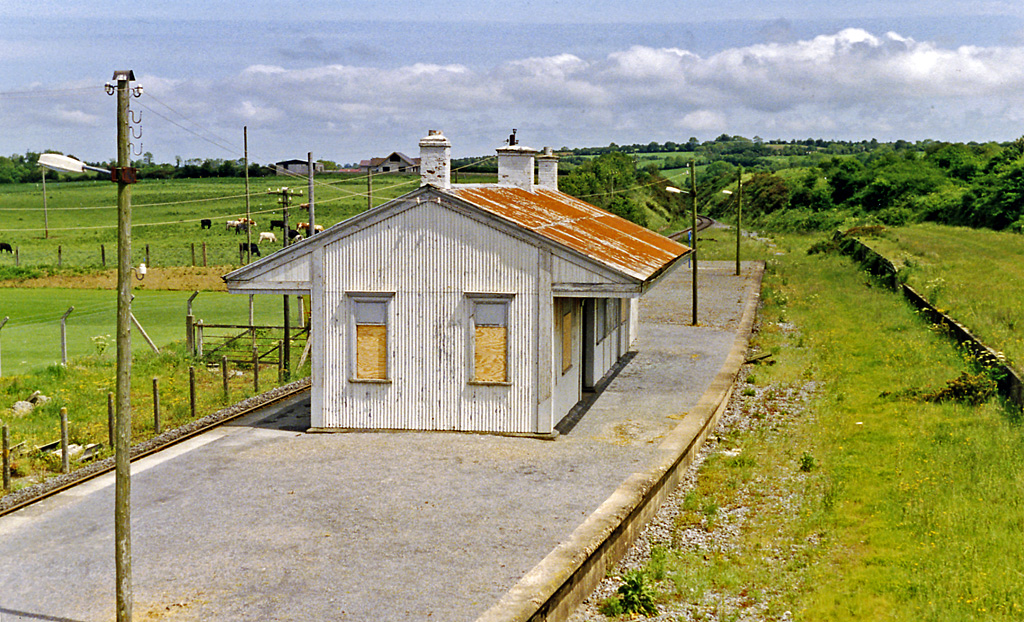
Zustand der Station Campile vor Abriss des Stationsgebäudes am 3. Juni 1993 – sämtliche weiteren Gleise wurden bereits zurückgebaut

Die Unterwegsbahnhöfe Campile, Ballycullane, Wellingtonbridge, Duncormick, Bridgetown und Killinick wurden am 1. August 1906 eröffnet und wiesen eine durchweg einheitliche Bauform auf:
In der Mitte der beiden Hauptgleise lag ein an seiner breitesten Stelle rund 12 Meter breiter und 90 Meter langer, etwa keilförmiger Inselbahnsteig, in dessen Zentrum sich das einstöckige, mit Wellblech verkleidete Stationsgebäude befand. Der Zugang zum Bahnsteig erfolgte über eine Fußgängerbrücke aus Eisen, die sich jeweils am schmalen Ende des Bahnsteigs befand (in Campile, Ballycullane, Bridgetown und Killinick auf der Westseite, in Wellingtonbridge und Duncormick auf der Ostseite). Das Stellwerk, ebenfalls ein eingeschossiger Bau, war am breiten Ende und damit etwa mittig im Bahnhof platziert.
Ergänzt wurden alle Bahnhöfe um weitere Abstell- und Ladegleise, die sich (jeweils auf der Südseite, in Wellingtonbridge beidseitig) nach außen anfügten. Neben den grundsätzlich vorhandenen Laderampen für den Güterverlad waren an einigen Stationen auch Güterschuppen vorhanden. In Wellingtonbridge existierte zudem eine Förderanlage für Zuckerrüben.
Als einzige Zwischenstation der Strecke ist der Bahnhof Wellingtonbridge heute noch weitgehend erhalten, es existieren weiterhin die beiden Hauptgleise, sodass Zugkreuzungen möglich sind. Zudem ist noch ein südlich liegendes Abstellgleis angeschlossen. Brücke, Stationsgebäude und Stellwerk sind noch intakt, ebenso die Signale. An allen anderen Stationen wurden die Gleisanlagen bis auf das Streckengleis zurückgebaut und die Gebäude abgerissen. Es existieren nur noch Reste der Bahnsteige, der Laderampen oder der Bahnsteigbeleuchtung. Reste der Signalisierungstechnik sind ebenfalls noch vereinzelt vorhanden.

### Rosslare Strand

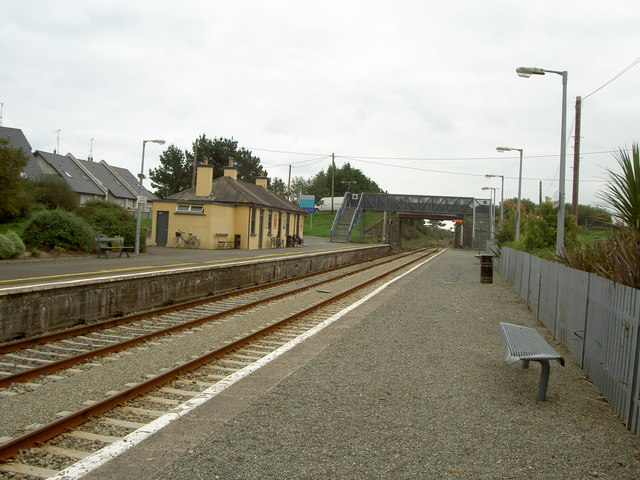
Bahnhof Rosslare Strand in seinem heutigen Erscheinungsbild

Der Bahnhof Rosslare war bereits am 24. Juni 1882 als Endbahnhof der von Dublin über Bray und Wexford kommenden Bahnlinie eröffnet worden. Zwischen 17. Mai 1889 und 6. August 1894 fand kein Zugverkehr statt. Mit dem Anschluss an die Bahnstrecke von Waterford und die Verlängerung bis zum Fährhafen wurde der Bahnhof zur Unterscheidung 1906 in Rosslare Strand umbenannt. Aufgrund dessen weist der Bahnhof im Vergleich zu den anderen Zwischenstationen eine abweichende Bauform auf.
Heute bestehen noch zwei Gleise mit Seitenbahnsteigen. Obwohl direkte Zugänge zu beiden Seiten existieren befindet sich am Südende des Bahnsteigs noch eine eiserne Fußgängerbrücke in unmittelbarer Nähe zur Straßenbrücke. Das Empfangsgebäude ist als einstöckiges Steingebäude ausgeführt. Das ehemalige Stellwerk befand sich auf der Nordseite des Hausbahnsteigs und wurde abgerissen.
Seit Umbauarbeiten an den Gleisanlagen im Jahr 1973 sind Zugfahrten von und nach Waterford nur noch über das westlich gelegene Gleis 2 möglich.

### Rosslare Harbour

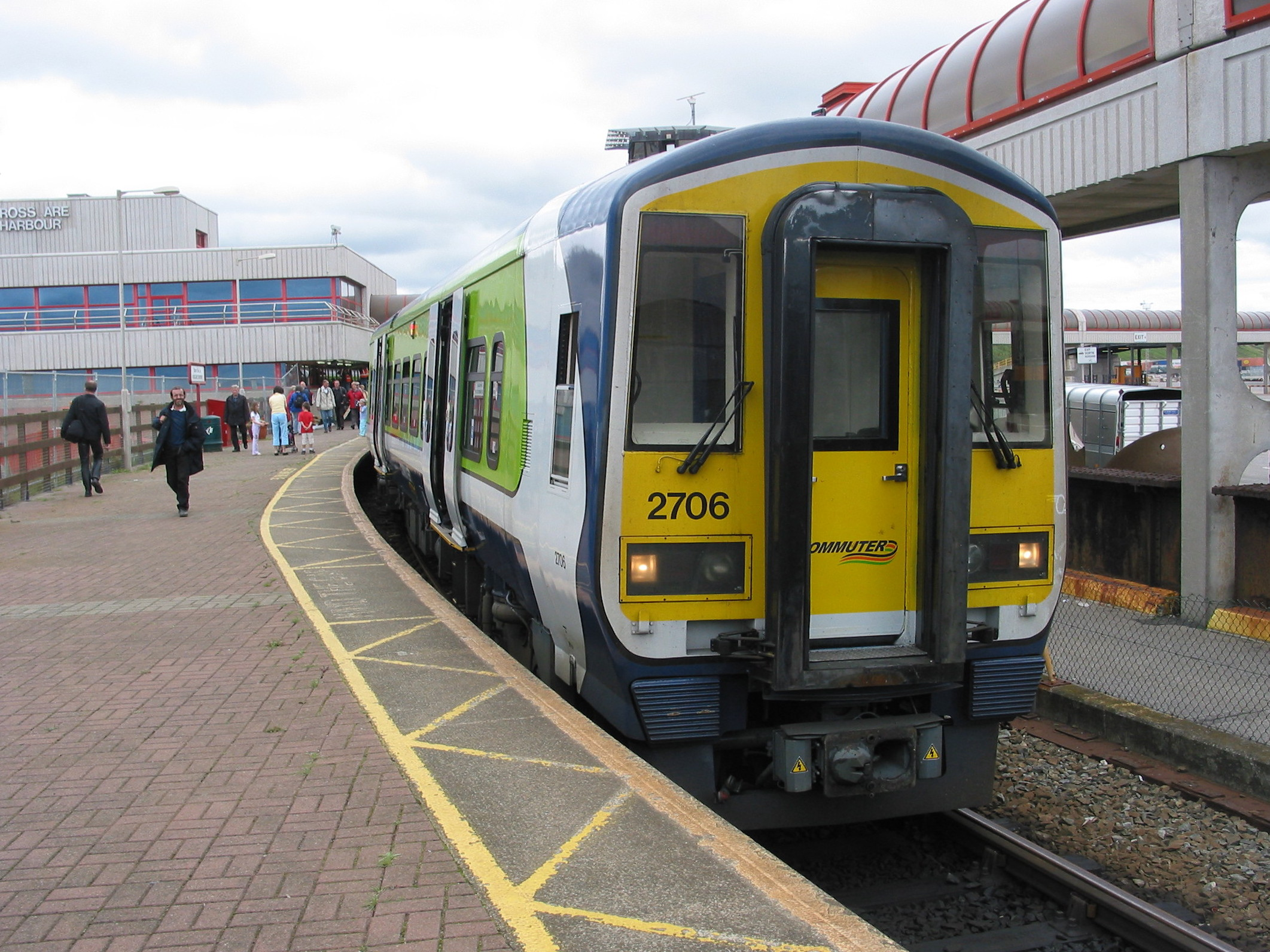
CIE 2706 steht am 25. August 2004 abfahrbereit am Bahnsteig des zweiten Bahnhofs Rosslare Harbour

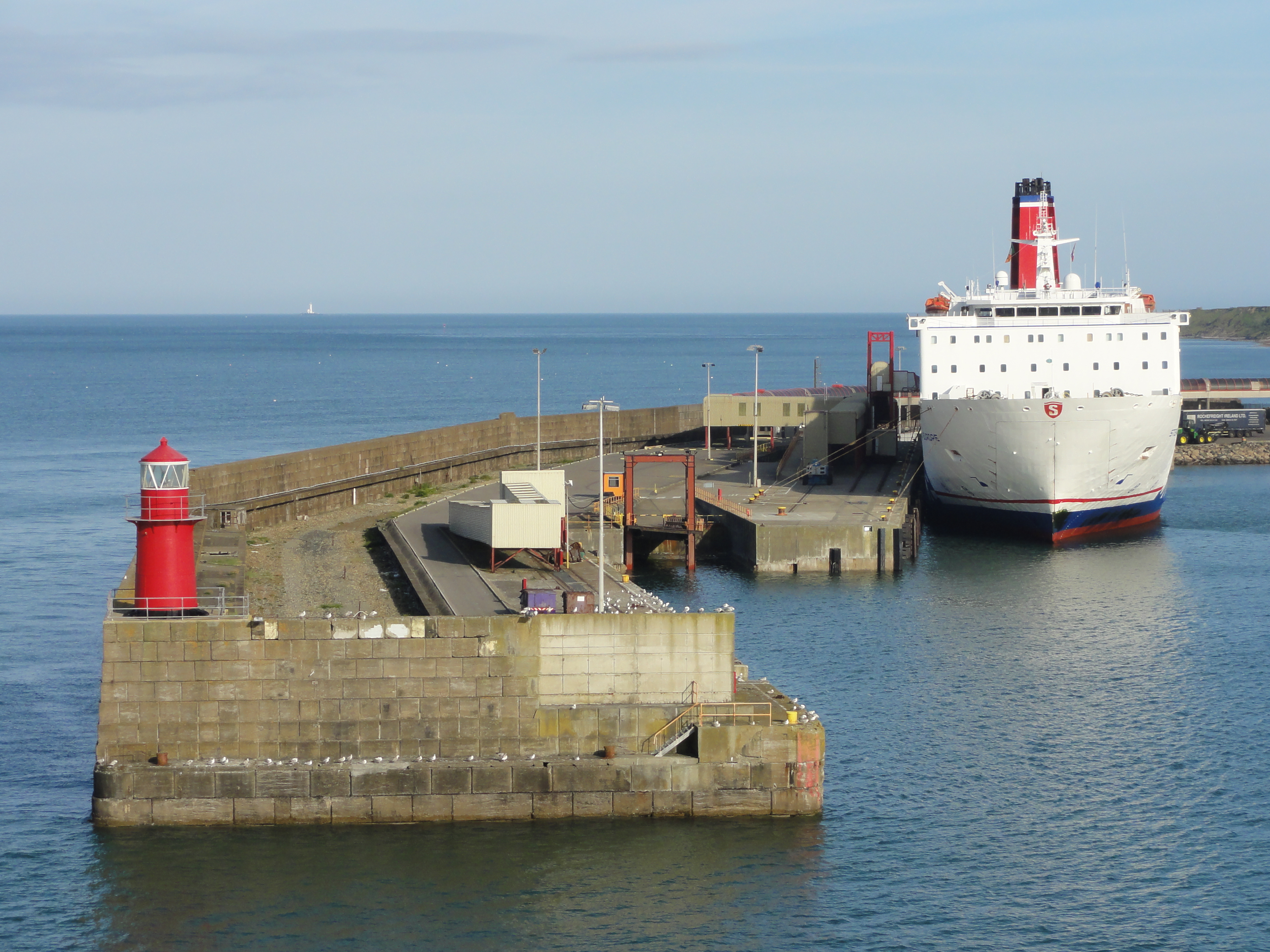
Auf der Pier sind die Reste des Gleisbetts und der Außenbahnsteige des ersten Bahnhofs Rosslare Harbour noch erkennbar

Auch der Hafenbahnhof in Rosslare war von diversen Veränderungen im Lauf der Jahre geprägt:
Von der Inbetriebnahme am 30. August 1906 bis zum 14. September 1989 befand sich der damals noch als Rosslare Harbour bezeichnete dreigleisige Kopfbahnhof am Ende des rund 800 Meter langen bogenförmig nach Norden zeigenden Piers des Fährhafens. Damit hielten die Personenzüge unmittelbar neben dem Schiffsanleger, was den Reisenden kurze Fußwege ermöglichen sollte. Es existierten zwei Außenbahnsteige und ein in der Mitte liegendes, bahnsteigloses Gleis zum Umsetzen von Lokomotiven. Eine Hafenmauer schirmte den Bahnhof zur Seeseite vor hohen Wellen ab. An Land entstanden zudem Abstell- und Ladegleise.
Mit dem weiteren Ausbau des Hafens wurde der südöstliche Bereich außerhalb des Bogens der Pier sukzessive verfüllt, wodurch über die Jahre ein großflächiges Hafenareal entstand. Der Personenhalt wurde 1989 rund 500 m in den Bogen zurückverlegt, da hier ein neues Terminalgebäude für den Aufenthalt und die Abfertigung der Reisenden entstanden war. Die Züge hielten fortan an einem einzelnen Bahnsteig im Außenbogen. Die Gleise auf die Pier waren für betriebliche Fahrten weiterhin erhalten, da der eigentliche Bahnsteigbereich eingleisig war.
Mit einer erneuten Änderung bei der Abfertigung der Fährpassagiere wurde der Personenbahnhof am 14. April 2008 erneut verlegt. Der bogenförmig durch die Mitte des Hafens führende Gleisverlauf wurde zurückgebaut und im Bereich des ehemaligen Depotareals am südlichen Rand des Geländes entstand der neue Bahnhof Rosslare Europort mit zwei Hauptgleisen, Nebengleisen und einem barrierefreien Seitenbahnsteig. Am Streckenende befindet sich eine Drehscheibe.

## Kunstbauten
Neben den Bahnhöfen existieren entlang der Strecke ein Tunnel, zwölf Steinbrücken, 56 Stahlbrücken und 96 Durchlässe. Die bedeutendsten Bauwerke sind:

### Snowhill Tunnel
Rund 2,5 Kilometer nordöstlich von Belview Port befindet sich der mit 198 Metern (217 Yards) Länge einzige Tunnel der Strecke. Er durchsticht den Snowhill, eine kleine Landzunge am Zusammenfluss von River Suir und River Barrow und liegt von Waterford kommend in einem leichten Rechtsbogen.

### Barrow Bridge

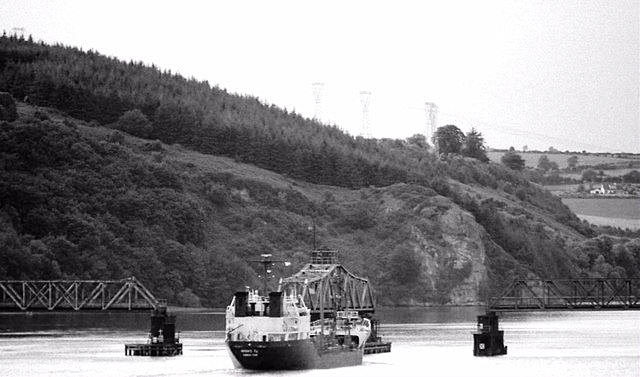
Ein Schiff passiert am 6. Juli 1997 die geöffnete Barrow Railway Bridge

Unmittelbar östlich schließt sich mit der Barrow Railway Bridge das bemerkenswerteste Kunstbauwerk der Strecke an den Tunnel an. Mit einer Länge von 650 Metern (2131 Fuß) überspannt die eingleisige Stahlfachwerk-Drehbrücke mit 15 Segmenten den in diesem Bereich bereits zu einem Ästuar aufgeweiteten River Barrow, der auch die Grenze zwischen den County Kilkenny und County Wexford bildet. Zwischen 1902 und 1906 erbaut war sie zum Zeitpunkt ihrer Fertigstellung die längste Brücke Irlands. Bei mittlerem Hochwasser beträgt die Durchfahrtshöhe 7,9 Meter (26 Fuß).
Die Segmente 3 und 4 auf der Waterford-Seite sind drehbar gelagert, um bei einer Öffnung der Brücke großen Seeschiffen die Einfahrt in den unteren Teil des Barrow zu ermöglichen. Der Bedienstand ist in einer Kanzel mittig auf dem drehbaren Segment eingerichtet. Zum Schutz vor einem unbeabsichtigten Befahren der geöffneten Brücke existieren auf beiden Seiten Deckungssignale und Entgleisungsweichen, die vom Bedienstand aus gesteuert werden. Die Barrow Bridge wird üblicherweise zwei Mal am Tag für den Schiffsverkehr geöffnet.

### Taylerstown Viaduct
Mit sieben Bögen, in einer leichten Kurve gelegen überspannt der rund 130 Meter lange rotbraune Steinviadukt zwischen Ballycullane und Wellingtonbridge das Tal des River Owenduff und eine Landstraße. Im Juli 1922 wurde die Bahnbrücke in Folge des irischen Bürgerkriegs zerstört, die Reparaturarbeiten konnten erst im Januar des Folgejahres abgeschlossen werden.

### Duncormick Viaduct
Unmittelbar östlich des Bahnhofs Duncormick überquert die Bahnlinie auf einem ebenfalls aus rotbraunen Steinen gemauerten Viadukt mit drei Bögen geradlinig den Fluss Muck, eine Landstraße und einen Feldweg.

## Betrieb

### Ehemaliger Betrieb

#### Güterverkehr

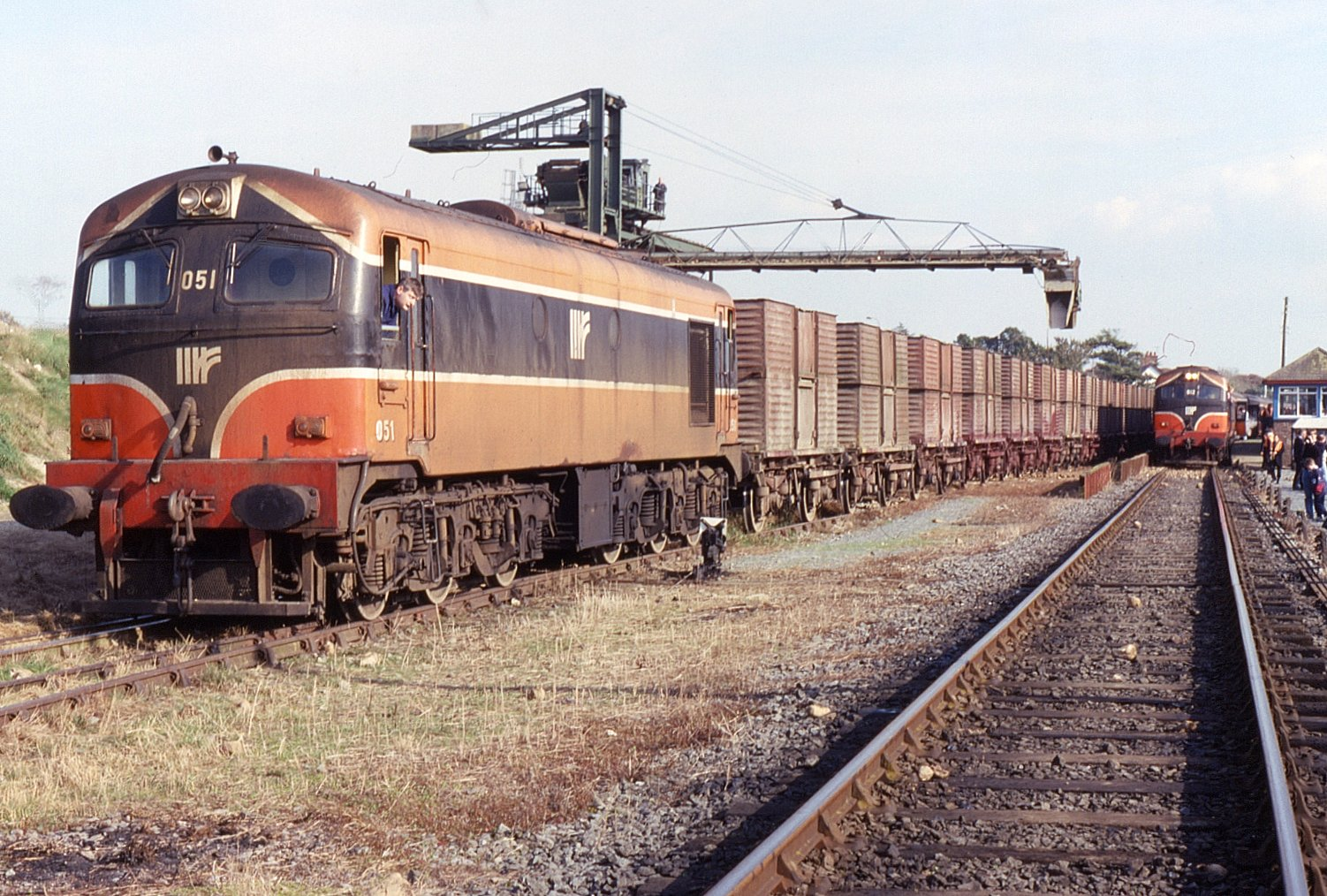
Beladung eines Zuges mit Zuckerrüben in Wellingtonbridge am 23. Oktober 1993

Am 11. März 1975 erfolgte die Einstellung des Güterverlads im Bahnhof Campile, die restlichen Unterwegsbahnhöfe der Strecke folgten zum 3. November desselben Jahres. Ausgenommen hiervon war Wellingtonbridge, wo noch bis zum 2. Juni 1978 Teer auf Güterzüge verladen wurde.
Zur Rübenkampagne 1980 wurde in Wellingtonbridge ein Lager und eine Umladestation für Zuckerrüben errichtet. Jedes Jahr verkehrte in der Erntesaison von September bis Januar jeweils ein tägliches Zugpaar zur Zuckerfabrik nach Mallow oder nach Carlow. Der Verkehr endete im Januar 2006, als mit der Anlage in Mallow die letzte Zuckerfabrik Irlands ihren Betrieb einstellte und damit auch das Depot am Bahnhof Wellingtonbridge aufgegeben wurde.
Ein von Waterford nach Wexford verkehrender Zementzug nutzte bis 2004 ebenfalls regelmäßig die Bahnstrecke, was einen Fahrtrichtungswechsel und Umspannen der Lokomotiven in Rosslare Strand notwendig machte.

#### Personenverkehr
Die Bedienung von Duncormick und Killinick wurde aufgrund von geringer Nachfrage bereits am 6. September 1976 eingestellt.
Im März 2010 stellte man im Zuge einer dreitägigen Marktanalyse fest, dass die Linie im Befragungszeitraum noch von etwa 40 Fahrgästen regelmäßig genutzt wird. Dies liegt auch am stark eingeschränkten Fahrplan, der zuletzt aus nur einem werktäglichen Zugpaar mit morgendlicher Abfahrt um 7:00 Uhr in Rosslare Europort und Ankunft um 8:20 Uhr in Waterford Plunkett sowie einer Rückfahrt am frühen Abend um 17:20 Uhr ab Waterford Plunkett mit Ankunft um 18:35 Uhr in Rosslare Europort bestand. Am Sonntag war der Personenverkehr gänzlich eingestellt. Zwar waren die Zugfahrten auf die Fähre von Rosslare Europort nach Fishguard Harbour abgestimmt, da in Waterford allerdings kein guter Anschluss von und zu weiterführenden Zügen bestand, wurde der Service über die Region hinaus schlecht angenommen. Die National Transport Authority genehmigte daher die von Iarnród Éireann beantragte Aufgabe des Schienenpersonenverkehrs.
Der letzte Personenzug fuhr am 18. September 2010 um 17:20 Uhr von Waterford nach Rosslare ab. Eine Doppeltraktion mit den Dieseltriebwagen 2711/12 und 2714/13 kam hierfür anstelle des üblicherweise solo verkehrenden Fahrzeugs zum Einsatz. Der Personenverkehr wird seither durch die Buslinie 370 von Bus Éireann sichergestellt.

### Aktuelle Situation
Rosslare Europort und Rosslare Strand werden weiterhin durch die Reisezüge von und nach Wexford und Dublin bedient. Seit der Einstellung des Personenverkehrs auf dem Rest der Strecke sind noch vereinzelt Wartungsfahrzeuge im Einsatz. Auf Weisung der National Transport Authority wird der befahrbare Zustand beibehalten.
Auch zur Überführung von Triebwagen und leeren Personen- und Güterwagen wird die Bahnlinie weiterhin unregelmäßig genutzt, zum Beispiel um den südöstlichen Teil des irischen Bahnnetzes um Bray, Wicklow, Wexford und Rosslare auch bei Störungen und Sperrungen im Großraum Dublin erreichen zu können.
Zwischen Waterford Plunkett und dem Hafen Belview Port findet weiterhin Güterverkehr statt. Üblicherweise verkehren zweimal wöchentlich durch DFDS gecharterte und von IÉ durchgeführte Güterzugpaare zwischen dem Hafen und Ballina im County Mayo. Auch neue Fahrzeuge für Iarnród Éireann wurden in der Vergangenheit hier per Schiff angelandet.

### Stellwerks- und Signalisierungstechnik
Die Streckenhöchstgeschwindigkeit zwischen Belview Port und Rosslare Strand wurde mit Aufgabe des regelmäßigen Verkehrs von 40 auf 25 mph gesenkt. Die örtlich besetzten mechanischen Stellwerke, von denen zuletzt nur noch das in Wellingtonbridge übrig geblieben war, wurden von einem manuellen Tokensystem abgelöst, dessen Ausgabe das Stellwerk Waterford Central regelt. Durch die Einstellung des Betriebs auf der Strecke wurden 22 Stellen gestrichen. Die meisten betroffenen Mitarbeiter entschieden sich für eine Abfindung anstelle einer Weiterbeschäftigung an anderem Ort.
Der Abschnitt Rosslare Strand bis Europort wird gemeinsam mit der Strecke entlang der Ostküste von einem elektronischen Stellwerk in Bray ferngesteuert.